# The Underachievers
The Underachievers (с англ. — «Отстающие») — рэп-группа из Бруклина, образованная в 2011 году Акимом Джозефом (AKTHESAVIOR) и Марлоном Фангом (Issa Gold). На текущий момент группа выпустила три студийных альбома. Музыка группы совмещает звучание старой школы нью-йоркского хип-хопа с психоделическим хип-хопом. В текстах песен часто упоминаются психоделические накротики, такие как ЛСД и галлюциногенные грибы. Среди музыкантов, наиболее повлиявших на творчество коллектива, Фанг называл Лупе Фиаско, Канье Веста и Джона Мейера.

## История группы

### Формирование и начало карьеры (2007—2012)
И Аким, и Джозеф с рождения жили в Флэтбуше, районе Бруклина, на расстоянии нескольких кварталов друг от друга.
Джозеф начал увлекаться хип-хопом в возрасте одиннадцати лет, и, уже позднее, в старшей школе, придумал название для своей будущей группы, The Underachiever. Фанг же, напротив, относился к рэп-музыке как к хобби и не планировал заниматься ей всерьёз. В 2007 году Аким и Марлон познакомились с Мичем и Джусом из Flatbush Zombies, подтолкнувшими их к созданию собственной группы.
В мае 2012 году группа выпустила свой первый видеоклип «So Devilish.» Затем последовал релиз песни «Gold Soul Theory», прозвучавшей в эфире BBC Radio в августе 2012 года, ещё до подписания контракта с лейблом. Вскоре после одного из выступлений в Лос-Анджелесе музыкальный продюсер Flying Lotusпредложил группе подписать контракт с Brainfeeder. После подписания на лейбл The Underachievers выпускают свой третий видеоклип «Herb Shuttles». В середине 2012 года, The Underachievers, Pro Era и Flatbush Zombies образовали хип-хоп-команду Beast Coast.

### IndigoismиLords of Flatbush(2013)
1 февраля 2013 года группа выпускает свой первый микстейп Indigoism, изданный лейблом Brainfeeder. Indigoism отличался психоделической абстрактной лирикой и эзотерическими аллюзиями Микстейп получил положительные отзывы от критиков, в том числе и от BBC. 13 марта 2013 года The Underachievers выпустили совместный трек коллектива с Flatbush Zombies, «No Religion». После издания Indigoism группа вместе с Joey Badass, Pro Era и Flatbush Zombies отправилась в тур по США и Австралии, длившийся с марта по апрель 2013 года. 19 июля 2013 года Indigoism стал доступен в iTunes.
20 августа 2013 года группа выпустила песню «Leaving Scraps» со своего второго микстейпа Lords of Flatbush, после чего следовал сингл «The Proclamation». 29 августа 2013 года The Underachievers выпустили микстейп Lords of Flatbush, спродюсированный Лексом Люгером, Эриком «Arc» Эллиотом из Flatbush Zombie и EFF.DOPE. В сентябре 2013 года вышло видео на песню «N.A.S.A.». Микстейп получил преимущественно положительные отзывы Stereogum назвали Lords of Flatbush микстейпом недели. XXL оценил релиз на 4 из 5: «Этот проект не является столь же глубоким и ярким как Indigoism, но тем не менее для коллектива это очередной шаг вперед. Благодаря отличному исполнению финальных треков, Lords of Flatbush определённо способен привлечь новых поклонников.» Позднее Фанг назвал этот релиз рекламной акций и сообщил что основной задачей группы является продвижение дебютного студийного альбома

### Cellar Door: Terminus Ut ExordiumиEvermore: The Art of Duality(2013-2016)
С октября по ноябрь 2013 года, The Underachievers участвовали в The Smokers Club Tour вместе с Joey Badass, Pro Era, Эб-Соулом, и Chevy Woods. В конце ноября 2013 года Фанг анонсировал дебютный альбом группы, озаглавленный как The Cellar Door. Также он сообщил о готовящемся The Cellar Door Tour, запланированном на апрель 2014 года.
28 января 2014 года Фанг уточнил что альбом также выйдет в апреле 2014 года, но в конечном итоге релиз был издан 12 августа под новым названием Cellar Door: Terminus Ut Exordium. Альбом дебютировал под 86 позицией в Billboard 200, и под 16 в Top R&B/Hip Hop Albums. К сентябрю 2015 году было продано 8,000 копий экземпляров.

## Дискография

### Студийные альбомы
| Название                          | Описание                                                                                          | Позиция | Позиция   | Позиция | Позиция        |
| Название                          | Описание                                                                                          | US      | US R&B/HH | US Rap  | US Ind. Albums |
| --------------------------------- | ------------------------------------------------------------------------------------------------- | ------- | --------- | ------- | -------------- |
| Cellar Door: Terminus ut Exordium | - Выпущен: 12 августа 2014 года - Лейбл: RPM MSC Distribution - Format: CD, цифровая дистрибуция  | 86      | 16        | 11      | —              |
| Evermore: The Art of Duality      | - Выпущен: 25 сентября 2015 года - Лейбл: RPM MSC Distribution - Формат: CD, цифровая дистрибуция | 105     | 10        | 9       | —              |
| Renaissance                       | - Выпущен: 19 мая 2017 года - Лейбл: RPM MSC Distribution - Формат: CD, цифровая дистрибуция      | —       | —         | —       | 34             |

### EP
| Название                                                       | Описание                                                                                     |
| -------------------------------------------------------------- | -------------------------------------------------------------------------------------------- |
| Clockwork Indigo (with Flatbush Zombies) (as Clockwork Indigo) | - Выпущен: 17 октября 2014 года - Формат: цифровая дистрибуция - Лейбл: издан самостоятельно |

### Микстейпы
| Год  | Детали |
| ---- | --- |
| 2013 | Indigoism - Выпущен: 1 февраля 2013 года - Лейбл: Brainfeeder                                                      |
| 2013 | The Lords of Flatbush - Выпущен: 29 августа 2013 года - Лейбл: Elevated Nations, RPM MSC Distribution, Brainfeeder |
| 2016 | It Happened In Flatbush - Выпущен: 15 мая 2016 года - Лейбл: Brainfeeder                                           |